# 小谷周平
小谷 周平（こたに しゅうへい、1986年2月8日 - ）は、地方競馬の兵庫県競馬組合・園田競馬場稻田彰宏厩舎所属の騎手である。地方競馬教養センター騎手課程第77期生。同じく園田競馬場所属の騎手・小谷哲平は息子。

## 来歴
2003年3月31日付けで地方競馬騎手免許を取得し、山本和之厩舎からデビュー。同年4月15日第2回園田競馬1日目第2競走アラブ系C級3歳条件戦ムロタダイリンで初騎乗（10頭立て4番人気9着）。同年5月1日第3回園田競馬3日目第2競走サラ系F4組3歳条件戦をオールザベストで優勝（12頭立て3番人気）し、初勝利。同年第2節の騎手表彰で、デビュー1年未満の騎手としては初となる敢闘賞を受賞した。
2006年3月20日第20回全日本新人王争覇戦出場（12人中4位）。
2007年12月1日付けで山本和之厩舎から稻田彰宏厩舎へ所属変更。
2008年12月25日第17回園田競馬6日目第2競走C7二組3歳以上条件戦をコウエイドリームで優勝（9頭立て2番人気）し、地方競馬通算100勝達成。
2009年3月10日の開催から勝負服の服色を変更した。
2014年9月18日園田プリンセスカップをトーコーヴィーナスで勝利し、重賞初制覇。
地方通算成績は3559戦216勝・2着244回・3着283回・勝率6.1%・連対率12.9%（2011年12月31日現在）

## 主な騎乗馬
- トーコーヴィーナス（2014年園田プリンセスカップ）